# 注射死刑

美国死刑执行中注射的应用：
有死刑的州：
该州只使用这种方式。
该州主要使用这种方式，但有备用的方式。
无死刑的州：
该州曾经运用这种方式，但现在不再使用。
该州曾将其列为可运用方式，但实际从未使用过。
该州从未运用过这种方式。
美国军队：只运用注射执行死刑。
联邦政府：将其作为主要方式；保留备用方式。

注射死刑（lethal injection）视语境又称注射毒药、致命性注射，是指以造成被注射对象立即死亡为明确目的（express purpose）而注射足以致命剂量的药剂的方法与过程。这些药剂通常是巴比妥酸盐、肌肉鬆弛劑和鉀溶液）。致命性注射主要用于执行死刑，亦可能用在安乐死或自杀中。此注射通常先使用导致丧失意识的药物，再注射令呼吸和心跳停止的另一种药物，以减少被注射者痛苦。
注射死刑于二十世纪开始普及，主要用于代替其它处决方式，比如电击、绞刑、毒气室或斩首，上述方法通常被认为是较痛苦的。
致命性注射也被用于安乐死中，药剂配方和死刑所用相似。

## 歷史
利用注射方式来执行死刑的想法最早由纽约医生朱利斯·布莱尔在1888年提出 ，因为他认为这比绞刑更省钱，然而这一想法从未付诸实施。英国皇家死刑委员会（Royal Commission on Capital Punishment，1949年－1953年）也考虑过实行注射死刑，但在英国医学委员会的压力下否决了这一提议。
1977年5月11日，美国奥克拉荷马州的验尸员杰伊·查普曼提出了一种全新的、较人道的死刑方法，被称为查普曼准则：“应当首先对囚犯进行生理盐水的静脉滴注，之后进行致命性的注射，包括药效瞬间发作的巴比妥酸盐和化学性的麻醉剂。”在被麻醉师斯坦利·杜奇（Stanley Deutsch）肯定之后，这方法被神职人员比尔·怀斯曼（Bill Wiseman）推介给了当地的立法机关，然后迅速地被接受。从那之后开始到现在，36个保留死刑的州均已引进了致命性注射的法规。

## 药物

### 常規
通常来说，三种药品被用于注射死刑：硫喷妥钠使意识丧失，巴夫龙导致肌肉麻痹和呼吸衰竭，氯化钾使心跳停止。

#### 硫喷妥钠
- 致命性注射用量：2－5克

硫喷妥钠是一种发作极快的巴比妥酸盐，经常用于麻醉。一般的麻醉用量是3－5毫克／千克体重。正常剂量能让意识在35－40秒内丧失，而5克（正常剂量的14倍）很有可能在十秒内让人失去知觉。
硫喷妥钠在几秒钟内会到达大脑，而全部的剂量需要大约30秒钟。在这个标准，当用药时，犯人已经失去意识了。在5－20分钟内，大脑内的药物剂量将会下降到总剂量的15%，因为药物扩散到了全身。
这种药物的半衰期是11.5小时，到那时大脑内的药物剂量保持在总剂量的5%－10%。当用了“特大剂量”的药物时，就像在国家批准的致命性注射中的那样，药物扩散到全身之后脑内的药物浓度仍比正常麻醉时最高的浓度要高。这就是为什么一种发作极快的巴比妥酸盐，比如硫喷妥钠，可以用于长时间的医学性昏迷。
在历史上，硫喷妥钠是最常用的麻醉剂之一。不同时候的用量不同，但正常的剂量在500毫克至1.5克之间。这种数据曾被用来制定致命性注射的国家准则。现在，大部分的国家用5克，以保证有效。
巴比妥酸盐也用于安乐死，但安乐死只运用一种药剂，而不是死刑执行中的三种。在安乐死中，通常的药剂用量是1.5克。

#### 泮库溴铵（巴夫龙）
- 致命性注射用量：100毫克

巴夫龙（Pavulon®）是一种非去极化的肌肉松弛剂，在神经肌肉末端的交叉点阻止乙酰胆碱的传送，从而阻止肌肉纤维的收缩。
致命性注射中的巴夫龙剂量通常是0.2毫克／千克体重，肌肉松弛的持续时间大约是4－8小时。呼吸肌的麻痹将会在一个比这短得多的时间内导致死亡。
其他在运用的药物包括氯化筒箭毒鹼和琥珀膽鹼。

#### 氯化钾
- 致命性注射用量：100 mEq（千分之一化學當量）

钾是一种电解质，于人体中98%存在于细胞内，细胞外的2%则可以导致细胞电势的活动。它可以口服——这是最安全的方式；也可以通过静脉输入人体，但这种方式有严格的规定，医院也限制其剂量。
通常静脉注射的剂量是每小时10－20mEq，输入得很慢，因为让细胞内外的电解质浓度平衡需要时间。当用于国家批准的致命性注射时，大剂量的钾影响了心肌的电传导。血钾过多让心肌细胞的电势低于正常水平（带正电）。如果没有负电势，心脏细胞则不能得到刺激并引发收缩。
将肌肉细胞去极化，通过减少可用的钠通道，抑制了它活动的能力。心电图的改变包括更快的复极化（达到顶峰的T波），PR间隔延长，QRS变宽，可能形成正弦波以及最终的心搏停止。病人死于血钾过多的案例（继发于肾衰竭）在医学界中十分有名。在这种案例中，病人通常迅速死亡，虽然前一秒钟可能看起来还好好的。

### 新俄亥俄标准
俄亥俄标准在罗梅尔·布隆未完成的死刑后发展出来，确保了快速而无痛的麻醉（只用硫喷妥钠），并排除了第二次和第三次箭毒和钾的运用。它也提供了备用的量度。
首选方案：硫喷妥钠，5克，静脉注射。备选方案：咪達唑侖，10毫克，肌肉注射；氢吗啡酮，40毫克，肌肉注射。

## 程序

### 死刑執行

#### 美国
承上，注射死刑現為美国最常见的死刑方式之一，2005年的每一次死刑都是用注射方式执行的。
被判处死刑的罪犯被皮绳捆在轮床上，两只胳膊的静脉内各插入一根静脉内套管。一般来说，只有一根会用于死刑，第二根则是备用。一根导管被连接在套管上，接到相邻的房间。导管被固定，以确保它不会在注射过程中折断。在套管插入前，先用酒精消毒被处刑者的手臂 ，针头和设备亦要消毒。这种防感染的做法是遵循医学上的惯例。不仅如此，也可能接到改日处刑的通知。对监狱的人员来说，用未经消毒的设备也有危险。一个心脏监护器被连接上，让监狱的职员可以监视被处刑者何时死亡。
通过导管首先开始滴注生理盐水。这也是医学上的标准做法：必须证明化学药剂不会混合並堵塞针头，阻碍死刑的执行。
静脉注射的药物通常是按既定顺序注入的，首先导致意识的丧失，然后是因与呼吸有关的肌肉麻痺和／或心脏麻痺而导致的死亡。在大部分州内，死刑的执行是通过以下三种药剂分别的注射（按顺序）完成：
1. 硫噴妥鈉：瞬发性的巴比妥酸盐，一种能在几秒内让被处刑者失去知觉的药物（但在2018年8月一宗行刑中，改以咪達唑侖代替硫噴妥鈉）。
2. 巴夫龙：非去极化型肌肉松弛剂，导致完全、迅速而持久的骨骼肌麻痺，包括横膈膜和其他的呼吸肌；这将最终因窒息而导致死亡。
3. 氯化钾溶液：使心跳停止，因心脏麻痺而导致死亡。

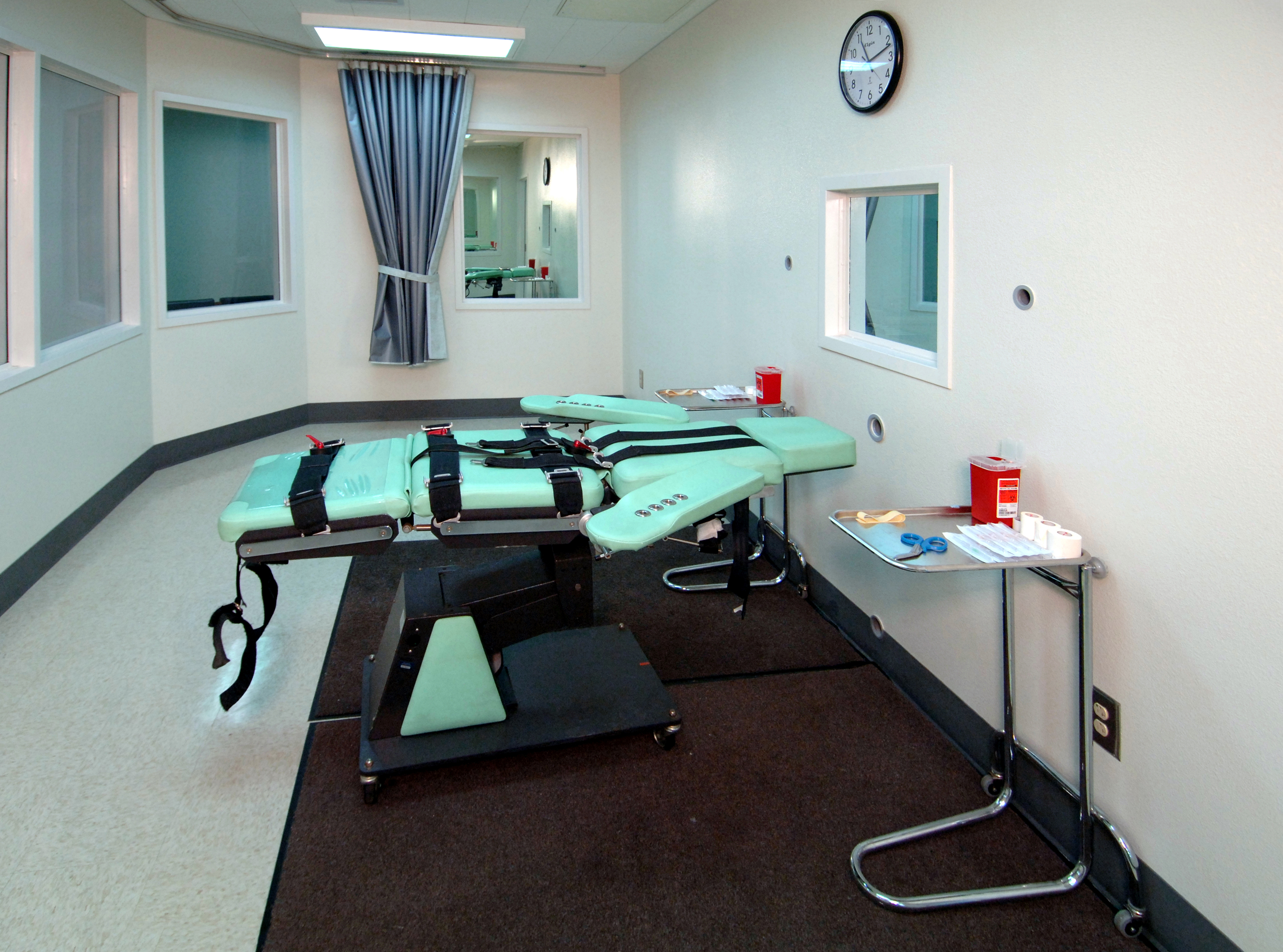
加利福尼亚圣昆廷州立监狱进行致命性注射的房间。

这些药剂并不被混合。而且，有序的注射是预期效果出现的保证：巴比妥酸盐是为了将可能造成的痛苦降到最低；肌肉松弛剂则导致完全的麻痺，但并不会引起意识的丧失；高浓度的氯化钾溶液进入血管之后则可能导致剧烈的疼痛。
插入的导管连到旁边的一个房间，这个房间用帘子或墙隔开。通常一个在静脉注射方面受过训练的人插入针头，而第二个技术人员——一般情况下是个监狱职员——下达指令、准备药剂并将其装入注射器。之后，帘子就揭开了，让见证者可以看到室内。被处刑者这时得到陈述其遗言的许可。然后，典狱官将会发出让死刑开始的指令，执行者（监狱职员或得到司法权许可的公民）按顺序注射三种药剂。在死刑执行中，被处决者的心电图受到监控。在心脏活动停止后即宣布死亡。死亡通常需要七分钟，虽然这整个过程可能会耗费两个小时。在死亡被证实后，一个验尸官签署被处刑人的死亡证明。

#### 中国大陆
注射死刑现是中国大陆的死刑方式之一。中国大陆於1990年代末期開始推行，是全球第二个采用注射死刑的国家。
1996年3月，全国人民代表大会常务委员会修订《中华人民共和国刑事诉讼法》第212条第2款规定：死刑采用枪决或者注射方式执行。这是中国大陆首次把采用药物注射执行死刑的方式写入法律，并于1997年1月1日正式生效。中国大陆第一次使用注射死刑是1997年3月28日，云南省昆明市中级人民法院对两名死刑犯执行死刑，与此前的枪决不同，这次采用的是注射死刑，使用的是氰化钾，由于缺乏经验、氰化钾挥发性极强，执行人员在执行后头晕到次日。
2006年9月1日起，浙江省全省范围内执行死刑开始采用注射方法。
2009年12月起，辽宁省彻底废止枪决，一律采用注射方法执行死刑。
注射死刑共配有四支注射剂：其中只有一针为致死性药物，一针为辅助性药物，另两针为生理盐水。早年中国注射死刑采用的药物并没有统一标准，根据媒体的报道，有采用氰化钾、麻醉剂+氰化钾以及麻醉剂+氯化钾执行死刑的案例。目前中国大陆的注射死刑步骤与美国类似，先加入硫喷妥钠或戊巴比妥使犯人昏迷，再注入过量泮库溴铵麻痹呼吸肌，最后注入过量氯化钾使犯人心跳停止。另外，早期注射死刑採用一般針筒進行注射，到約1999年才採用專用的注射泵機進行。注射死刑药品需由最高人民法院分配给各个执行点，因此由于运输成本问题，在部分地区仍未能够全面采用。
部分地区设有注射死刑执行室；而在不具有执行室的地区，注射死刑会在专门设计的死刑执行车（由警用十六座位小巴改裝而成）上执行。根据最高人民法院的规定，以注射方式还是枪决方式执行死刑，在死刑布告的表述方式上会有区别。枪决方式的表述为“押赴刑场执行枪决”，注射方式为“押赴刑场执行死刑”。
截至2023年，部分省市（如北京市、天津市、上海市、重庆市、辽宁省、浙江省、河北省、河南省、宁夏回族自治区、安徽省、四川省大部分地区、江西省、吉林省、黑龙江省、甘肃省除定西市以外地区、江苏省大部分地区、广东省珠三角地区、汕头市、山西省太原市、陕西省关中、陕南地区、湖北省部分地区、福建省部分地区、广西南宁市、柳州市、云南省部分地区、内蒙古自治区部分地区、新疆乌鲁木齐市等）已经全面废止枪决，一律采用注射方式执行死刑；而湖南省、贵州省、海南省所有地市至今对死刑犯执行死刑仍坚持采用枪决方式，虽该三省部分城市曾试点对部分罪犯采用注射方式执行死刑，但均未全面普及使用。
有观点认为，法院在死刑的执行方式上，获罪的官员往往相较普通的死囚更容易得到注射死刑的待遇。

#### 中華民國
在中華民國，注射為《執行死刑規則》所規範的死刑執行方法之一，但實際上未曾使用，所有死刑均以槍決執行。

#### 其它
危地马拉从1998年开始嘗試此方案，菲律宾从1999年开始使用至2006年死刑廢除為止，泰国从2003年开始，越南自2011年开始。
纳粹德国的T4行动队亦将注射作为杀人方式之一。

### 安乐死
安乐死可以通过口服、静脉注射或肌肉注射药物而完成。对于那些无法咽下致命剂量药物的人来说，静脉注射是他们的首选。下面是荷兰在执行安乐死方面的静脉注射准则，前一段为旧有准则，后一段为新的。
一开始，通过静脉注射1克的硫喷妥钠促使昏迷。在对巴比妥类药物有强耐受力的情况下，可以将药量加至1.5-2克。然后注射45毫克的氯化双烯丙毒马钱碱或18克的巴夫龙。为确保效果最佳，这些药剂应当是静脉注射。然而，它们通过肌肉注射也同样有效。在患有严重的肝炎或肝硬化时，最好使用氯化双烯丙毒马钱碱。
执行安乐死过程中，静脉注射是最可靠和迅速的方式。首先通过静脉滴注20毫克/千克浓度的小剂量硫喷妥钠（10ml的生理盐水中）导致昏迷。然后是三倍于正常静脉注射用量的非去极化肌松药，比如说20毫克的巴夫龙或维库溴铵。肌肉松弛剂应当被静脉注射，以确保达到最佳效果。只对巴夫龙来说，如果有实际迹象指出应该这样做，那么病人也可以接受40毫克用量的肌肉注射。
安乐死装置也可能让一个人单独执行这种过程。
过量的钾也可能让人在20秒内停止心跳。

## 争议

### 反对

#### 知觉
致命性注射的反对者们认为，注射的实行并非全无痛苦。他们坚称，戊硫代巴比妥可能失效，导致被处刑者在有意识的状态下十分不舒服地死去，但却无法表达他们的痛苦，因为已经因巴夫龙而肌肉麻痹了。他们指出这样一个事实：戊硫代巴比妥通常不用于长时间的外科手术，因为它药效发作（和消退）过快。在巴比妥酸盐之后是巴夫龙。反对者们争辩说，巴夫龙不仅稀释了麻醉剂的效果，而且（因为已经肌肉麻痹），阻止了被处刑者表达他们的痛苦。额外的问题还包括，被处刑者被注射的药物是否剂量得当，因为巴比妥酸盐向全身扩散的速度极快。
同时，反对者们认为，具体操作上也会有问题。因为注射麻醉剂的人缺乏麻醉方面的专业技术，无法导致知觉丧失的风险大大增加。作为对这个问题的回应，杰伊·查普曼，致命性注射的创造者，说：“当我们创造这种方式的时候，负责注射的从来不是像今天这样彻头彻尾的白痴。” 不仅如此，他们主张硫喷妥钠的用量需要因人而异，而不是限制于一个既定的标准。而且，远程操作可能让进入血管的药量不足。硫喷妥钠的被稀释或注射过程中不当的操作，会让被处刑者经历极度痛苦的死亡：因为巴夫龙引来的肌肉麻痹所导致的窒息感，以及氯化钾所带来的强烈灼烧感。对现行方式反对的人主张，规定的程序只是创造了一个无痛和安宁死亡的表象，而非真正提供。

#### 药剂的种类
反注射死刑人士认为，死刑可以利用大剂量巴比妥完全无痛地执行。基于此逻辑，其他任何化学药品的运用都是完全多余的，只会带来处决过程中增加痛苦的风险。也可以注射一种强力而快速发作的麻醉剂，比如芬太尼。当硫喷妥钠这种通常用于动物安乐死的药剂被运用过量时，它将迅速地导致意识丧失，接着是呼吸衰竭，因为横膈膜的麻痹和肺功能的崩溃。药物之后将阻止心脏的活动，并带来死亡。

#### 研究
2005年，迈阿密大学的研究者们，和一位为死囚们作辩护的律师合作，在医学杂志柳叶刀上发表了研究文章。这篇文章提到了关于德克萨斯和迈阿密的死刑执行准则，显示了执行者们并未受过麻醉训练，药剂是被远程注射，并不监控麻醉情况，不记录资料，也不进行同行评议。他们对亚利桑那州、佐治亚州、北卡罗来纳州和南卡罗来纳州的死刑执行情况做的毒理学分析，显示在49名死囚中，43名（88%）死后血液中的巴比妥酸盐浓度低于外科上的要求；处决过程中，21个人（43%）有意识。这导致作者得出结论说，很有可能其中一部分死囚在处决过程中有清醒的意识并忍受着极度的疼痛。作者将其归咎于执行者的不专业以及执行过程中缺乏监测，而并未具体提出应当如何改进执行准则。然而，作者这样结尾：“因为伦理问题，医生被禁止参与执行准则的拟定。因此，无法保证麻醉是有效的。所以为防止不必要的残忍和痛苦，应当让公众再评论致命性注射，并将其暂时停止。”
持不同观点的职业专家顾问们都找到了机会来批评这篇文章。在杂志首发之后，三封给编辑的信以及作者的答复拓展了分析空间。争论的主要问题，是硫喷妥钠其他许多脂溶性药物一样，会在人体死亡后被从血液再分配到组织中，这到底是增加还是降低了血液中的药物浓度。因为对人死后的药物动力学缺乏同行评议或科学的数据，对致命性注射的争论仍在继续，所以许多对致命性注射的法律质疑并未利用这篇文章。

#### 残忍性及不寻常
在一些时候，往静脉内插入针头可能有难度，有时候需要半个或一个小时来找到一根合适的血管。反对者们认为，当插入针头需要过多的时间时，就同等于一种残忍和不寻常的刑罚。而且，也有对药剂有不利反应，或在执行过程中有不必要的延迟的情况。如2006年12月13日在佛罗里达发生的情况，标准剂量的药物并未成功处决Ángel Nieves Díaz。致命剂量的药物注射后，迪亚斯35分钟后仍没死，需要第二次注射药物来完成处决。一开始，监狱发言人否认迪亚斯曾经忍受痛苦，并申明第二针是因为迪亚斯患有某种肝病。在进行了尸体解剖后，验尸员威廉·汉密尔顿指出迪亚斯的肝一切正常，但针头穿破了他的血管而扎进了肉里。致命的药剂被注射进了软组织而非静脉中。在处决之后的两天，当时的州长杰布·布什暂停了所有的死刑处决，并任命了一个委员会来“考虑致命性注射的人道性和合宪性。”

### 支持

#### 普通性
巴比妥类药物和非去极化肌松药的结合用在每天的成百上千次麻醉中。支持这种死刑制度的人主张，除非近40年内麻醉师都错了，硫喷妥钠和巴夫龙应当是安全和有效的。事实上，钾也常常用于促使心脏麻痹，因此，这三种药物仍在今天结合运用。他们猜测，制定这种方法准则的人正是采用了常用的药物来避免争议，唯一改动的地方是加大了巴比妥的剂量来促使昏迷。而且，相似的药物经常用在安乐死中。

#### 术中知晓问题
支持者们称，硫喷妥钠在是一种快速而有效的药物，因为它的高度亲油性，在血液第一次循环到脑部的时候就会使意识丧失。只有几种药物，如美索比妥、甲苄咪唑有如此快的麻醉效力。况且在死刑执行中，药量比一般时候要高得多，因此被注射药物的人几乎不可能醒来。
术中知晓可能因为许多原因发生。通常，失去知觉是因为静脉注射的麻醉剂，维持却是因为麻醉师给予的吸入性麻醉剂。巴比妥只用于使人意识丧失，而药效消退得和降临一样快。接着将输入一种神经肌肉性的麻醉剂，以方便插管，但这一步并非必要。麻醉师接着需要确定，维持麻醉的器械迅速开始工作，而病人就不会在手术过程中醒来。
通常剂量的硫喷妥钠在数分钟后就会失效，因为药剂从脑部扩散到了全身。然而它的半衰期很长，因此要把药剂从身体内完全排出需要很久。如果用了大量的药剂，重新分配现象很少或不会发生，因为人体被药剂渗透了，而知觉的重新恢复需要药剂完全被从身体中排除出去。这个过程不仅慢（需要几小时至几天），而且时间难以预计，让巴比妥不适合于一般的麻醉。
硫喷妥钠的半衰期是约11.5小时，长效的巴比妥镇静剂则需要大约4－5天。它和半衰期极短的吸入性麻醉剂不同，后者让人在手术后快速地醒来，时间也可以预知。
致命性注射从开始到结束平均需要7－11分钟。因为硫喷妥钠导致麻醉只需要大约30秒，巴夫龙让肌肉麻痹大约需要30-45秒，钾让心脏停跳也是大约30秒钟，理论上处决只需要90秒钟。因为还需要时间来处理药物，让导管中的药液流动，以及确定被处决者的死亡，整个过程需要7至11分钟。宣告死亡的程序也让时间延迟。支持者们认为，大剂量的硫喷妥钠——是一般剂量的14－20倍——能让人失去知觉超过六十个小时，在10至20分钟内绝不会失效。

#### 稀释效应
支持者们声明，说巴夫龙会稀释硫喷妥钠是不正确的。他们争辩说，巴夫龙和硫喷妥钠在每天的麻醉中都一起运用，而它们会互相稀释，这应该是一个已知的药物互相反应。
药物互相之间的反应是一个复杂的话题。一些反应可以被简化，两种药物要么互相协作要么互相抑制。不仅如此，药物之间的反应可以在它输入人体的时候就进行，但通常来说都是在它们在肝脏里新陈代谢，或通过肾脏排除时发生。巴夫龙和硫喷妥钠的作用不同，一个对大脑作用，一个则是对神经的交汇点。因为硫喷妥钠的半衰期是11.5小时，药剂新陈代谢这一点在短暂的处决过程中不是问题。另一个可能的解释是它们直接反应。支持者们认为，这种理论站不住脚。他们解释说，即使100毫克的巴夫龙能阻止500毫克的硫喷妥钠生效，剩余的药物也足够让人失去意识50个小时。

#### 药剂种类
国际特赦组织、人权观察和死刑资讯中心及其他反对组织并未提出一个实施起来痛苦更小的方案。支持者们认为，在致命性注射的问题上，缺乏另一种选择方案正证明了，执行过程中的痛苦并不是个问题。他们认为，如果这个问题一直在致命性注射中存在，这些组织应该已经提议了一种更加人道的方案。
可以只用大剂量的巴比妥更加无痛地执行死刑——支持者们声称，这个理论有漏洞。在俄勒冈州，晚期的绝症患者可以申请利用大剂量巴比妥执行安乐死——这药剂可以提供无痛的死亡，但死亡的时间需要很长。一些病人几天后才死亡，还有一些病人在失去知觉三天后最终醒了过来。这可以用科学理论解释。过量的巴比妥通过使呼吸中心无法工作而导致死亡，但效果可能有很多种。一些人可能完全停止呼吸，而另一些人可能只是呼吸有些困难。不仅如此，呼吸停止后很久心脏仍然可能在跳动。
因为在致命性注射中，死亡是在心脏停跳之后被宣告，需要多种药剂，特别是氯化钾来停止心脏活动。大部分支持者的主张是，死亡应该在一个合理的时间内。